# Kosva
Kosva (russisk: Ко́сьва) er en flod i Perm kraj og Sverdlovsk oblast i Rusland. Den er en venstre biflod til Kama, og er 283 km lang, med et afvandingsareal på 6.300 km².
Floden begynder i de vestligste dele af Sverdlovsk oblast. Den løber mod vest og munder ud i Kama-reservoiret. Kosva er en fjeldflod med mange vandfald. Blandt disse er de 6 km lange Tulymskij-fald. I flodens midterste dele ligger Sjirokovskaja vandkraftværk. Ved floden ligger byen Gubakha.
59°27′02″N 58°58′02″Ø / 59.4506°N 58.9672°Ø